# سيلامباراسان
سيلامباراسان هو كاتب سيناريو وكاتب أغاني ومخرج وشاعر وممثل هندي، ولد في 3 فبراير 1983 بتشيناي في الهند.

## وصلات خارجية
- سيلامباراسان على موقع IMDb (الإنجليزية)
- سيلامباراسان على موقع ألو سيني (الفرنسية)
- سيلامباراسان على موقع ميوزك برينز (الإنجليزية)
- سيلامباراسان على موقع قاعدة بيانات الفيلم (الإنجليزية)
- سيلامباراسان على موقع كينوبويسك (الروسية)